# Karl Gehlen
Karl Gehlen (* 9. März 1883 in Düsseldorf; † 22. April 1933 in Berlin) war ein deutscher Flugzeugingenieur.

## Leben
Karl Maria Hubert Gehlen war ein Sohn des Kaufmanns Balthasar Hubert Gehlen und seiner Ehefrau Wilhelmine, geb. Pfaffrath. Gehlen promovierte 1912 mit einer Arbeit über Querstabilität und Seitensteuerung von Flugmaschinen, die in Auszügen in der Zeitschrift für Flugtechnik und Motorluftschiffahrt veröffentlicht wurde. Zu diesem Zeitpunkt hatte er schon einige Jahre als Assistent bei H. Reissner in Aachen gearbeitet. In seiner Dissertation wies er nach, dass die meisten Flugzeuge seiner Zeit seiteninstabil waren, womit sich viele Unfälle der Frühzeit des Flugzeugbaus erklären ließen.
Ab 1913 hatte er die technische Leitung der Flugzeugbau Friedrichshafen GmbH unter deren Direktor Theodor Kober inne. In seiner Zeit in Friedrichshafen entwickelte er vor allem Seeflugzeuge für die Marine, z. B. die FF 33, FF 49 B und FF 49 C, sowie schwere Bombenflugzeuge wie die G-Typenreihe für die Fliegertruppe. Nach dem Ende des Ersten Weltkrieges wechselte er in die Flugzeugabteilung einer holländischen Firma. Später arbeitete er neun Jahre lang für Kienzle bzw. Tochterunternehmen Kienzles, ehe er beratender Ingenieur in Berlin wurde. Für Kienzle entwickelte er ein Taxameter.
Aus seiner 1913 geschlossenen Ehe mit Anna Miller, einer Tochter des Friedrichshafener Architekten Josef Miller, gingen vier Söhne hervor.

## Publikationen
- Querstabilität und Seitensteuerung von Flugmaschinen, in: Zeitschrift für Flugtechnik und Motorluftschiffahrt 4, 1913, S. 173–77, 186–91, 201–06 und 213–21
- Prüfung von Uhrenfedern, in: Werkstattstechnik 26, 1932, S. 402–04
- Vergleich verschiedener Lohnverfahren, in: Der Betrieb 11, 1932, S. 214–17
- Eine übersichtliche Rohbilanz bei kurzfristiger Erfolgsrechnung, in: Der Betrieb 11, 1932, S. 353–58
- Eigenkapitalzinsen und Selbstkosten, in: Maschinenbau 11, 1932, S. W 69-W 70